# Holi (groupe)
Pour l’article homonyme, voir Holi.
Holi est un groupe de musique chrétienne, originaire de Lille, dans le Nord. 

## Biographie
À la suite d'un appel en 2015, le groupe français Holi initialement appelé BLV, se forme pour une première soirée de musique. Le style du groupe se caractérise d'« électro-pop chrétienne » à base d'influences diverses,. Le nom du groupe est inspiré de la fête des couleurs en Inde : Holi, ainsi que de « holy », qui signifie « saint » en anglais,.
En 2017, le groupe fait sa première tournée au cœur du diocèse de Lille, et produit de son premier album, Heureux de croire. 
En 2018, les 6 jeunes membres du groupe sortent un deuxième album, enregistré en studio, intitulé Au cœur de la fête.
L'année 2020, Holi sort son troisième album, Croire en ce monde, avec lequel il part en tournée l'année suivante, dans toute la France,. Cette même année 2020, marquée par le confinement, amène le groupe à organiser des lives et temps de rencontre sur les réseaux sociaux,. C'est également l'occasion pour le groupe de tourner un documentaire sur la préparation de son dernier album.
En 2022, Holi traverse la France et la Belgique pour une tournée intitulée Croire en ce monde,,.

## Discographie
- 2016 : Heureux de croire
- 2018 : Au cœur de la fête
- 2020 : Croire en ce monde
- 2021 : On va pouvoir (EP)